# Myrcia loranthifolia
Myrcia loranthifolia là một loài thực vật có hoa trong Họ Đào kim nương. Loài này được Spreng. mô tả khoa học đầu tiên năm 1825.